# قائمة زملاء الجمعية الملكية المنتخبين في 1685
هذه الصفحة تعرض قائمة زملاء الجمعية الملكية المُنتخبين لعام 1685.

## الزملاء
- Charles Leigh (physician) [الإنجليزية]‏
- Thomas Herbert, 8th Earl of Pembroke [الإنجليزية]‏
- John Beaumont (geologist) [الإنجليزية]‏
- Sir Richard Bulkeley, 2nd Baronet [الإنجليزية]‏
- John Vaughan, 3rd Earl of Carbery [الإنجليزية]‏